# 法沃罗勒和科埃米
法沃罗勒和科埃米（法語：Faverolles-et-Coëmy，法語發音：[favʁɔl e kɔɛmi]）是法国马恩省的一个市镇，属于兰斯区。

## 地理
法沃罗勒和科埃米（49°14'6"N, 3°47'34"E）面积5.48 平方千米，位于法国大東部大區马恩省，该省份为法国东北部内陆省份，北起阿登省，西北接埃纳省，西南接塞纳-马恩省，南至奥布省，东南接上马恩省，东临默兹省。
与法沃罗勒和科埃米接壤的市镇（或旧市镇、城区）包括：莱里、阿德尔河畔萨维尼、塞尔济和普兰、特拉姆里、特雷隆。

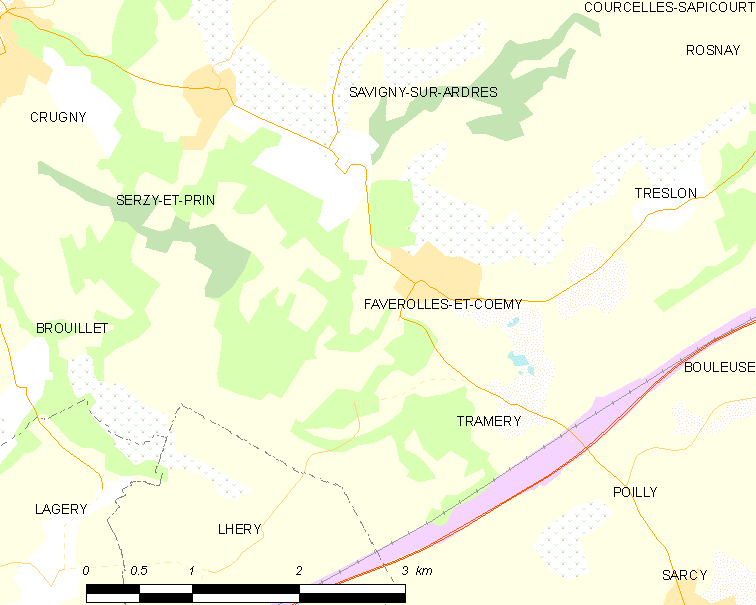
法沃罗勒和科埃米的OSM定位图

法沃罗勒和科埃米的时区为UTC+01:00、UTC+02:00（夏令时）。

## 行政
法沃罗勒和科埃米的邮政编码为51170，INSEE市镇编码为51245。

## 政治
法沃罗勒和科埃米所属的省级选区为菲姆-兰斯山县。

## 人口

1962-2008年间法沃罗勒和科埃米人口变化图示

法沃罗勒和科埃米于2022年1月1日时的人口数量为597人。